# تشنغ شياو يينغ
تشنغ شياو يينغ (بالصينية: 郑小瑛)‏ هي أول قائدة جوقة في الصين. وكانت قائدة الجوقة الأولى في قاعة الأوبرا المركزية الصينية، ومديرة كلية القيادة التابعة لمعهد الموسيقى المركزي، والمشرفة الفنية العامة لفرقة «أي يوه نيو» الموسيقية. والآن هي المشرفة الفنية العامة لأوركسترا الفيلهارموني بشيا مون وقائدة الجوقة الأولى لها، وعضوة دائمة للجنة اتحاد الموسيقيين الصينيين. وفي عام 1985 نالت بالوسام الشرفي للفنون والآداب من فرنسا.